# 黃朝薦
黃朝薦（1615年2月11日—17世紀），字狄門，河南開封府許州長葛縣人，江西南昌府南昌縣籍，清朝政治人物。

## 生平
黃朝薦是崇禎六年（1633年）癸酉科舉人，明亡仕清，順治三年（1646年）登進士，先在都察院觀政，授直隸漷縣知縣，在地方安撫流民、施行教化有聲。順治四年（1647年）調任湖廣沅陵知縣，五年（1648年）降職，七年（1650年）考察，因病辭官。

## 家族
黃朝薦幼時受母親嚴厲教導，鄉試不中總會自責杜門不出，中舉人後正值母親生病，他侍奉不離左右，祈禱備至，對繼母也能盡孝，視兄長黃朝聘如父，兄長殉節後，亦對嫂子、姪子加意撫恤，兩名兒子黃光祚、黃光裕均為監生。
曾祖黃思，祖父黃鍾；父黃家才，青城知縣。

## 引用
1. 1 2  民國《長葛縣志·卷九·人物傳》：黃朝薦，字狄門，青城令家才次子，癸酉於鄉，丙戌成進士，初任漷縣令，甫一載撫綏流離、興行教化，循聲甚著，調沅陵令遘疾歸。初朝薦幼時母教之嚴，課偶不中程痛自刻責，杜門不出，次年領鄉薦，值母病不離左右，食不知味，寢不解帶，禱祈備至，奉繼母亦以孝聞，兄朝聘性端嚴，有事必長跪以請，命坐則坐，命行則行，不敢有越，及朝聘殉節，于嫂姪備加撫卹，子二光祚、光裕俱監生。
2. 1 2  《順治三年丙戌科進士三代履歷》：黃朝薦，曾祖思；祖鍾；父家才，青城知縣。狄門，書一房，乙卯正月十四日生，長葛人，江西南昌籍，癸酉十一名，會試二百九十六名，三甲二百七名，都察院觀政，授順天漷縣知縣，丁亥調湖廣沅陵知縣，戊子降，庚寅考察。